# Коновалик
Конова́лик —  село в Україні, у Чупахівській селищній громаді Охтирського району Сумської області. Населення становить 10 осіб. Орган місцевого самоврядування — Чупахівська селищна рада.

## Географія
Село Коновалик знаходиться на відстані 2 км від річки Ташань. На відстані 1 км розташоване село Софіївка.